# 東海市民病院
東海市民病院（とうかいしみんびょういん）は、2015年（平成27年）4月30日まで愛知県東海市にあった公立の医療機関。東海市と知多市で構成される一部事務組合の西知多医療厚生組合が運営していた。

## 沿革
1974年（昭和49年）に東海市が医療法人東海産業医療団より横須賀病院を譲り受け東海市民病院を開設。
1984年（昭和59年）に東海市中ノ池三丁目に新築移転開院した。
その後医師不足が深刻になり、2008年（平成20年）4月1日に東海産業医療団 中央病院と統合し、同病院を分院とした。同年7月8日には知多市民病院と共に東海市・知多市医療連携等あり方検討会を設置し統合協議を進めた。
2010年（平成22年）4月1日には病院運営を東海市と知多市で構成する一部事務組合西知多医療厚生組合に移管。これにより知多市民病院と経営統合することとなった。
2012年（平成24年）5月には、新病院建設のため本院を分院所在地に移転している。
2015年（平成27年）5月、公立西知多総合病院に機能を移転して閉院。
跡地には市が実施した公募型プロポーザル方式により選定されたコパンスポーツクラブ東海とルートイン グランティア東海 Spa & Relaxationがオープンした。また、敷地の一部にマックスバリュ東海荒尾店もオープンしている。

## 年表
- 1974年（昭和49年）7月1日 - 東海市民病院を開設。
- 2008年（平成20年）
  - 4月1日 - 東海産業医療団中央病院と統合。
  - 7月8日 - 東海市・知多市医療連携等あり方検討会を設置。
- 2010年（平成22年）4月1日 - 病院運営を東海市から西知多医療厚生組合に移管。
- 2012年（平成24年）5月 - 本院を分院所在地に移転。
- 2015年（平成27年）5月 - 本院を西知多総合病院に移転。

## 診療科目
- 内科
- 呼吸器科
- 消化器科
- 循環器科
- 精神科
- 外科
- 整形外科
- 小児科
- 産婦人科
- 眼科
- 耳鼻咽喉科
- ひ尿器科
- 皮膚科
- 神経内科
- 歯科口腔外科

## 旧・東海市民病院 分院
2008年（平成20年）、東海市民病院との統合により東海産業医療団 中央病院から東海市民病院の分院となり、新病院建設のために一時的に本院が移転していた。

### 診療科目
内科、泌尿器科、消化器科、婦人科、外科、眼科、整形外科、耳鼻いんこう科、皮膚科、歯科口腔外科

### 所在地
- 愛知県東海市荒尾町丸根1番地

## 交通アクセス（当時）
東海市民病院（旧本院・2012年閉鎖）
- 東海市循環バス（らんらんバス）「市民病院」バス停で下車。
- 知多バス「市民病院」バス停で下車。

東海市民病院 分院（閉院時の本院）
- 東海市循環バス（らんらんバス）「中央図書館前」バス停で下車。
- 知多バス「東海市民病院分院」バス停で下車。
- 名鉄常滑線・河和線 太田川駅・名鉄常滑線 朝倉駅から無料シャトルバスも運行。